# 191. eskadrila lovačkih aviona
191. eskadrila lovačkih aviona 91. krila, postrojba je Hrvatskog ratnog zrakoplovstva i protuzračne obrane u sastavu 91. krila.
Misija ove postrojbe je presretanje ciljeva u zraku u cilju nadzora i zaštite zračnog prostora Republike Hrvatske, te djelovanjem po ciljevima na zemlji i moru u cilju pružanja vatrene potpore snagama HKoV i HRM, kao i po dubini protivničkog rasporeda.
Do preustroja u studenom 2019. postrojba je nosila ime Eskadrila borbenih aviona 91. zrakoplovne baze.

## Flota
U sastavu 191. eskadrile nalaze se lovački avioni MiG-21bisD te MiG-21UMD. Dana 25.travnja 2024. piloti HRZ i PZO iz sastava 91.krila, preuzeli su od Francuskih zračno-svemirskih snaga prvih šest (ostalih 6 stići će tijekom 2025. godine) od ukupno 12 kupljenih višenamjenskih borbenih zrakoplova Rafale F3R, proizvođača Dassault Aviation.